# Parafia św. Józefa w Jeleniej Górze-Cieplicach
Parafia pw. Świętego Józefa w Jeleniej Górze-Cieplicach – parafia greckokatolicka w Jeleniej Górze, w dzielnicy Cieplice Śląskie-Zdrój. Parafia należy do eparchii wrocławsko-koszalińskiej i znajduje się na terenie dekanatu wrocławskiego.

## Historia parafii
Parafia greckokatolicka pw. Świętego Józefa funkcjonuje od 1999 r., księgi metrykalne są prowadzone od roku 1999.

## Świątynia parafialna
Nabożeństwa odbywają się w kaplicy św. Anny przy parafii rzymskokatolickiej św. Jana Chrzciciela.